# Kapzaag

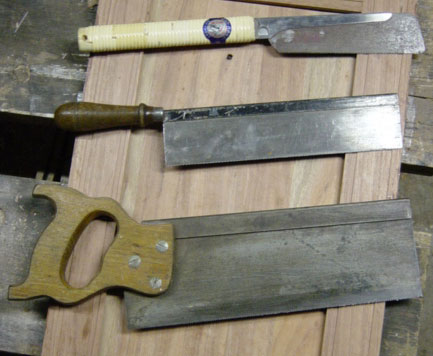
Enkele zagen. De onderste is de kapzaag, daarboven de toffelzaag

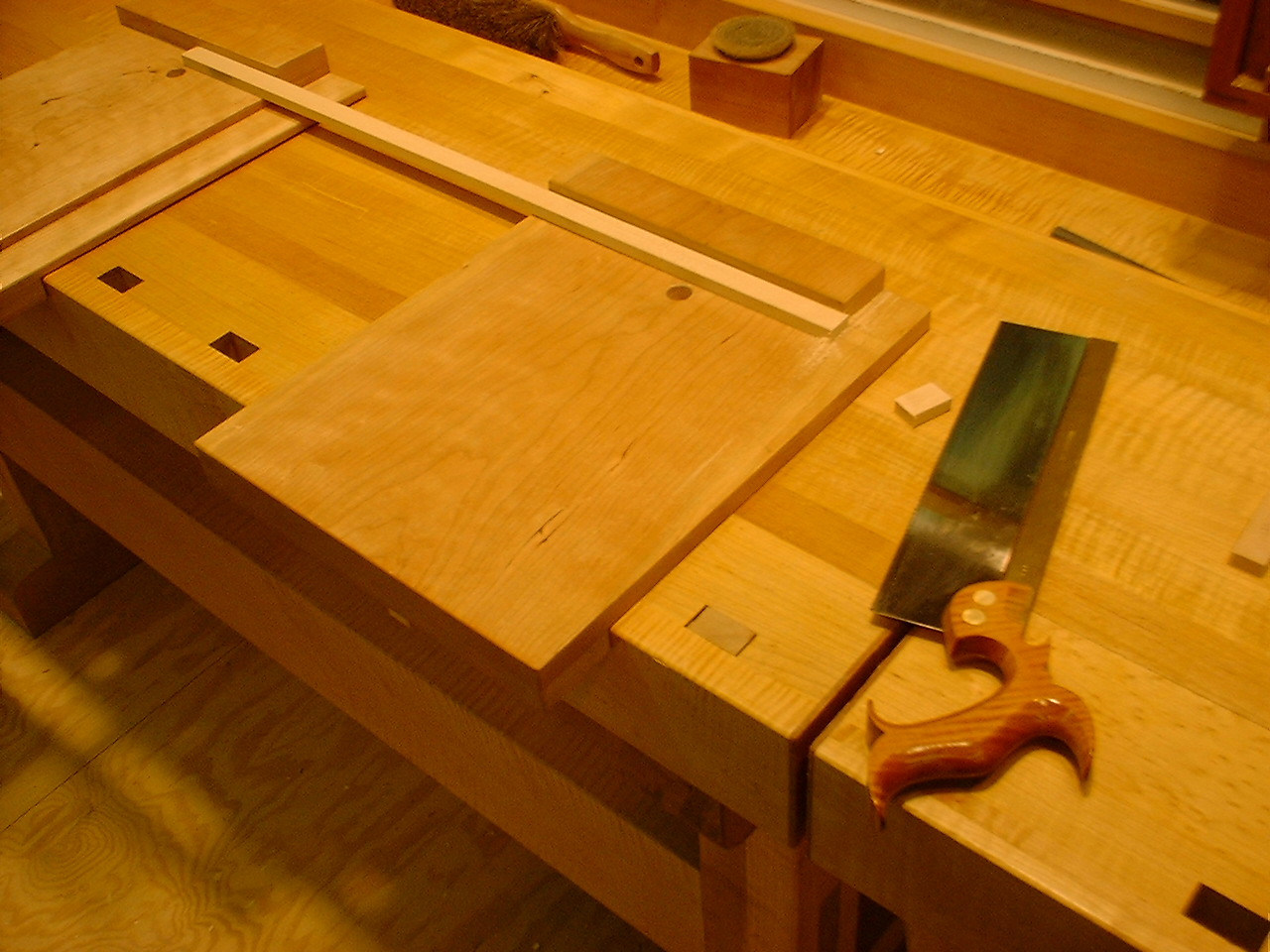
De kapzaag ligt klaar voor het afkorten in combinatie met zaagplankjes

De kapzaag is een fijngetande korte zaag voor hout, met een evenwijdig zaagblad. De zaag wordt voornamelijk bij het afkorten gebruikt, dus zaagwerk (min of meer) haaks op de vezelrichting van het hout.
De bovenkant of "rug" van het blad van de kapzaag is verstevigd met een opgeperste stalen strip: de kap. Vandaar de naam: kapzaag. Deze geeft het zaagblad een grote stijfheid, wat van belang is om zuiver rechte zaagsneden te kunnen maken. De handgreep is vaak vrijwel gelijk aan de vorm van die van de handzaag, alleen zit hij vaak wat hoger en enigszins schuin op de zaag. Sommige kapzagen hebben een "open" handgreep, ook wel pistoolgreep genoemd. De vertanding is die van een afkortzaag.
Bij aanvang van het zagen wordt de zaag enigszins schuin op het materiaal gezet, vervolgens wordt de zaag horizontaal gehouden. Naast het afkortzaagwerk bij verbindingsprofielen zoals de pen, voor de pen-en-gatverbinding, is de kapzaag ook geschikt om latten af te korten. Dit vaak in combinatie met bankhaken of zaagplankjes. De afstand van de tanden tot aan de kap is echter bepalend voor de maximale diepte van de zaagsnede.
Ook voor het verstekzagen in de verstekbak is het een geschikt stuk gereedschap. Voor het heel fijne werk wordt de toffelzaag gebruikt.
De kapzaag is 20 tot 30 centimeter lang. De vertanding: 11 tot 20 tanden per inch, of duim (dat is ongeveer 4 tot 8 tanden per centimeter). Het blad is van staal, de handgreep van hout of kunststof.